# سيدي بوقنادل

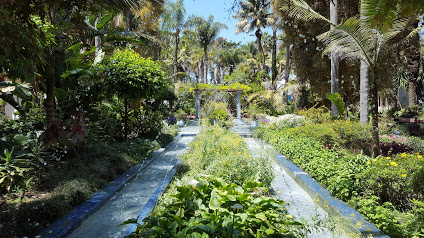
الحدائق العجيبة في سيدي بوقنادل.

سيدي بوقنادل مدينة مغربية تقع بين مدينتي سلا والقنيطرة على الساحل الأطلسي للمملكة. وتنتمي إداريا إلى عمالة سلا ، وتضم 43.593 نسمة (حسب الإحصاء الرسمي 2004).